# Khan Duŏn Pénh
Khan Duŏn Pénh är ett distrikt i Kambodja.   Det ligger i provinsen Phnom Penh, i den södra delen av landet. Huvudstaden Phnom Penh ligger i Khan Duŏn Pénh. Antalet invånare är 126 550.